# Cortinarius sanguineus
Cortinarius sanguineus (Wulfen) Fr., Epicr. syst. mycol. (Upsaliae): 288 (1838) [1836-1838]
Il Cortinarius sanguineus è un basidiomicete appartenente alla famiglia delle cortinariaceae, tossico e dal caratteristico colore che varia dal rosso-sangue al bruno-rosso. Non è infrequente incontrarlo nei boschi montani di conifere, in zone umide.

## Descrizione della specie
Cappello 
Il colore varia dal rosso-sangue al bruno-rosso, diametro tra i 2–5 cm, superficie pileica feltrosa. Spesso nel margine persistono piccoli residui del velo.
 Lamelle 
Lamelle fitte e adnate, da rosso cinabro a rosso sangue scuro.
 Gambo 
Sottile, Spesso concolore al cappello, e ricoperto alla base di micelio rosaceo.
 Carne 
Immutabile al taglio, debole odore di legno di cedro. Sapore debolmente amaro.
 Spore 
Basidiospore di colore bruno, da ellissoidali a subamigdaliformi, verrucose. 6,5-8 x 4-5 µm.

## Habitat
Fruttifica da agosto ad ottobre, in boschi di conifere, in torbiere e zone umide. Specie piuttosto comune.

## Commestibilità
Velenoso
Come molti altri esponenti del sottogenere dermocybe, C.sanguineus risulta tossico; Provocando, se ingerito, disturbi gastrointestinali anche di grave entità.

## Etimologia
- Genere: dal latino cortinarius = attinente alle cortine, per i caratteristici residui del velo parziale.
- Specie: dal latino sanguineus = color sangue, per il tipico colore che contraddistingue il corpo fruttifero.

## Nomi comuni
- (IT)   Cortinario sanguigno.
- (FR)  Cortinaire sanguin.
- (DE)  Blutroter Hautkopf.

## Forme e varietà
- Cortinarius sanguineus f. pusillus Pilát 1953,
- Cortinarius sanguineus f. sanguineus (Wulfen) Fr. 1838
- Cortinarius sanguineus var. anthracinus Fr. 1838
- Cortinarius sanguineus var. aurantiovaginatus Fillion & Moënne-Locc. 1994
- Cortinarius sanguineus var. sanguineus (Wulfen) Fr. 1838
- Cortinarius sanguineus var. santalinus (Scop.) Bidaud, Moënne-Locc. & Reumaux 1994
- Cortinarius sanguineus var. sierraensis Gerw. Keller & Ammirati 1983
- Cortinarius sanguineus var. sierraensis Ammirati & A.H. Sm. 1984,
- Cortinarius sanguineus var. subcinnabarinus Ammirati & A.H. Sm. 1984